# Sportvagns-VM 2021
Sportvagns-VM 2021 (en. 2021 FIA World Endurance Championship) är den nionde säsongen av internationella bilsportförbundet FIA:s världsmästerskap i sportvagnsracing.

## Tävlingskalender
| Datum              | Tävling            | Segrare LMP1 Team                               | Segrare LMP2 Team                                        | Segrare LMGTE Pro Team                          | Segrare LMGTE Am Team                             |
| Datum              | Tävling            | Segrare LMP1 Förare                             | Segrare LMP2 Förare                                      | Segrare LMGTE Pro Förare                        | Segrare LMGTE Am Förare                           |
| ------------------ | ------------------ | ----------------------------------------------- | -------------------------------------------------------- | ----------------------------------------------- | ------------------------------------------------- |
| 1 maj 2021         | Spa 6-timmars      | Toyota Gazoo Racing                             | United Autosports                                        | Porsche GT Team                                 | AF Corse                                          |
| 1 maj 2021         | Spa 6-timmars      | Sébastien Buemi Brendon Hartley Kazuki Nakajima | Filipe Albuquerque Philip Hanson Fabio Scherer           | Kévin Estre Neel Jani                           | Nicklas Nielsen François Perrodo Alessio Rovera   |
| 13 juni 2021       | Portimão 8-timmars | Toyota Gazoo Racing                             | Jota Sport                                               | AF Corse                                        | AF Corse                                          |
| 13 juni 2021       | Portimão 8-timmars | Sébastien Buemi Brendon Hartley Kazuki Nakajima | Anthony Davidson António Félix da Costa Roberto González | James Calado Alessandro Pier Guidi              | Antonio Fuoco Roberto Lacorte Giorgio Sernagiotto |
| 18 juli 2021       | Monza 6-timmars    | Toyota Gazoo Racing                             | United Autosports                                        | Porsche GT Team                                 | AF Corse                                          |
| 18 juli 2021       | Monza 6-timmars    | Mike Conway Kamui Kobayashi José María López    | Filipe Albuquerque Philip Hanson Fabio Scherer           | Kévin Estre Neel Jani                           | Nicklas Nielsen François Perrodo Alessio Rovera   |
| 21-22 augusti 2021 | Le Mans 24-timmars | Toyota Gazoo Racing                             | Team WRT                                                 | AF Corse                                        | AF Corse                                          |
| 21-22 augusti 2021 | Le Mans 24-timmars | Mike Conway Kamui Kobayashi José María López    | Robin Frijns Ferdinand Habsburg Charles Milesi           | James Calado Côme Ledogar Alessandro Pier Guidi | Nicklas Nielsen François Perrodo Alessio Rovera   |
| 30 oktober 2021    | Bahrain 6-timmars  | Toyota Gazoo Racing                             | Team WRT                                                 | Porsche GT Team                                 | TF Sport                                          |
| 30 oktober 2021    | Bahrain 6-timmars  | Mike Conway Kamui Kobayashi José María López    | Robin Frijns Ferdinand Habsburg Charles Milesi           | Kévin Estre Neel Jani                           | Felipe Fraga Ben Keating Dylan Pereira            |
| 6 november 2021    | Bahrain 8-timmars  | Toyota Gazoo Racing                             | Team WRT                                                 | AF Corse                                        | AF Corse                                          |
| 6 november 2021    | Bahrain 8-timmars  | Sébastien Buemi Brendon Hartley Kazuki Nakajima | Robin Frijns Ferdinand Habsburg Charles Milesi           | James Calado Alessandro Pier Guidi              | Nicklas Nielsen François Perrodo Alessio Rovera   |

## Slutställning
| Klass | Förare                                       | Märke   | Team                |
| ----- | -------------------------------------------- | ------- | ------------------- |
| LMP1  | Mike Conway Kamui Kobayashi José María López |         | Toyota Gazoo Racing |
| LMGTE | James Calado Alessandro Pier Guidi           | Ferrari |                     |